# 존 히더
존 히더(영어: Jon Heder, 1977년 10월 26일 ~ )는 나폴레옹 다이너마이트라는 작품으로 유명한 미국의 배우이다.

## 참여 작품

### 영화
- 저스트 라이크 헤븐 - 데릴 역
- 나폴레옹 다이너마이트 - 주인공 역
- 벤치워머스
- 몬스터 하우스
- 블레이즈 오브 글로리
- 서핑 업
- 로마에서 생긴 일
- 레전드 오브 래빗
- 피노키오: 당나귀 섬의 비밀
- 뽀로로 극장판 슈퍼썰매 대모험
- 위파 웨이 포 나우
- 빌리와 용감한 녀석들: 치킨 히어로
- 슈퍼 프렌즈
- 서핑 업 2: 웨이브 마니아

### 텔레비전
- MADtv
- 로봇 치킨
- 새터데이 나이트 라이브
- 마이 네임 이즈 얼
- WWE 러
- 내가 그녀를 만났을 때
- 엉클 그랜파
- 코라의 전설
- 클라렌스는 엉뚱해!
- 돌연변이 특공대 닌자 거북이
- 벤 10: 옴니버스
- 프린세스 스타의 모험일기
- 모티브 (드라마)
- 줄리언 대왕 만세

### 뮤직 비디오
- On Top of the World